# Mirosternus glabripennis
Mirosternus glabripennis är en skalbaggsart som beskrevs av Sharp 1881. Mirosternus glabripennis ingår i släktet Mirosternus och familjen trägnagare. Inga underarter finns listade i Catalogue of Life.